# یواس‌ان‌اس کاتاوبا (تی-ای‌تی‌اف-۱۶۸)
یواس‌ان‌اس کاتاوبا (تی-ای‌تی‌اف-۱۶۸) (به انگلیسی: USNS Catawba (T-ATF-168)) یک کشتی است که طول آن ۲۲۶ فوت (۶۹ متر) می‌باشد. این کشتی در سال ۱۹۷۹ ساخته شد.